# Tipula (Microtipula) inaequilobata
Tipula (Microtipula) inaequilobata is een tweevleugelige uit de familie langpootmuggen (Tipulidae). De soort komt voor in het Neotropisch gebied.